# The Eyes of Tammy Faye
The Eyes of Tammy Faye is een Amerikaanse biografische dramafilm uit 2021, geregisseerd door Michael Showalter, gebaseerd op de gelijknamige documentaire uit 2000 van Fenton Bailey en Randy Barbato van het productiehuis World of Wonder.

## Verhaal
In de Verenigde Staten behoorden de christelijke zangeres en schrijfster Tammy Faye en haar man Jim Bakker enige tijd tot de supersterren van het land. Ze waren erin geslaagd om het grootste religieuze omroepnetwerk en een themapark te creëren. Hun huwelijk liep stuk door financiële problemen en seksuele schandalen.

## Rolverdeling
| Acteur            | Personage               |
| ----------------- | ----------------------- |
| Jessica Chastain  | Tammy Faye              |
| Andrew Garfield   | Jim Bakker              |
| Cherry Jones      | Rachel Grover           |
| Vincent D'Onofrio | Jerry Falwell           |
| Mark Wystrach     | Gary S. Paxton          |
| Sam Jaeger        | Roe Messner             |
| Louis Cancelmi    | Richard Fletcher        |
| Gabriel Olds      | Pat Robertson           |
| Fredric Lehne     | Fred Grover             |
| Jay Huguley       | Jimmy Swaggart          |
| Randy Havens      | Steve Pieters           |
| Coley Campany     | DeDe Robertson          |
| Jess Weixler      | stem van make-upartiest |
| Chandler Head     | jonge Tammy Faye        |

## Release
De film ging in première op 12 september 2021 op het Internationaal filmfestival van Toronto en verscheen kort daarna op 17 september 2021 in de Verenigde Staten.

## Ontvangst
Op Rotten Tomatoes heeft The Eyes of Tammy Faye een waarde van 69% en een gemiddelde score van 6,50/10, gebaseerd op 224 recensies. Op Metacritic heeft de film een gemiddelde score van 55/100, gebaseerd op 47 recensies.

## Prijzen en nominaties
| Jaar | Prijs                      | Categorie                      | Genomineerde(n)                                | Uitslag                     |
| ---- | -------------------------- | ------------------------------ | ---------------------------------------------- | --------------------------- |
| 2022 | Golden Globe               | Beste actrice in een dramafilm | Jessica Chastain                               | Genomineerd                 |
| 2022 | British Academy Film Award | Beste grime en haar            | Linda Dowds, Stephanie Ingram & Justin Raleigh | Uitreiking op 13 maart 2022 |
| 2022 | Critics Choice Award       | Beste vrouwelijke hoofdrol     | Jessica Chastain                               | Uitreiking op 13 maart 2022 |
| 2022 | Critics Choice Award       | Beste grime en haarstijl       |                                                | Uitreiking op 13 maart 2022 |
| 2022 | Satellite Award            | Beste actrice in een dramafilm | Jessica Chastain                               | Uitreiking op 18 maart 2022 |
| 2022 | Academy Award              | Beste vrouwelijke hoofdrol     | Jessica Chastain                               | Uitreiking op 27 maart 2022 |
| 2022 | Academy Award              | Beste grime en haarstijl       | Linda Dowds, Stephanie Ingram & Justin Raleigh | Uitreiking op 27 maart 2022 |